# Ilione (geslacht)
Ilione is een vliegengeslacht uit de familie van de slakkendoders (Sciomyzidae).

## Soorten
- I. albiseta (Scopoli, 1763)
- I. corcyrensis (Verbeke, 1964)
- I. lineata (Fallen, 1820)
- I. rossica (Mayer, 1953)
- I. trifaria (Loew, 1847)
- I. turcestanica (Hendel, 1903)
- I. unipunctata (Macquart, 1849)